# VII Niedziela Wielkanocna
VII Niedziela Wielkanocna – niedziela przypadająca w 42. dniu po Niedzieli Zmartwychwstania Pańskiego.
W tym dniu w Kościele katolickim w Polsce obchodzi się uroczystość Wniebowstąpienia. Są kraje w których Kościół katolicki obchodzi Wniebowstąpienie w czwartek poprzedzający niedzielę.
Również Kościoły ewangelickie obchodzą tę uroczystość w czwartek, zgodnie z przekazem biblijnym opisującym, że Wniebowstąpienie Jezusa Chrystusa nastąpiło w czterdziestym dniu po Zmartwychwstaniu.